# Lamyctes gracilipes
Lamyctes gracilipes är en mångfotingart som beskrevs av Masatoshi Takakuwa 1940. Lamyctes gracilipes ingår i släktet Lamyctes och familjen fåögonkrypare. Inga underarter finns listade i Catalogue of Life.